# Philibertia stipitata
Philibertia stipitata là một loài thực vật có hoa trong họ La bố ma. Loài này được Lillo miêu tả khoa học đầu tiên năm 1919.